# Liste des orgues du Nord-Pas-de-Calais classés dans la base Palissy des monuments historiques

## Méthodologie
Cette liste prend en compte les orgues du Pas-de-Calais classés uniquement, au titre objet ou immeuble, que ce soit pour leur buffet ou leur partie instrumentale et répertoriés dans la base Palissy des Monuments historiques de France. La section Reprises recense les modifications les plus importantes. Dans certains cas le classement du buffet intègre également la tribune. À défaut de précision, le classement est réputé acquis au titre objet (cas le plus fréquent) mais les initiales I.D. signifient au titre Immeuble par Destination et I. au titre Immeuble.

## Liste

### Nord- A à L
| Localisation                   | Construction | Reprises                       | Buffet                                         | Instrument                           | Illustration |
| ------------------------------ | --- | ------------------------------ | ---------------------------------------------- | ------------------------------------ | ------------ |
| Arleux, Saint-Nicolas          | Anonyme 1750 couvent des Récollets wallons de Douai, transféré 1791, buffet restauré par école des Beaux-Arts de Cambrai 1986 | Reconstruit B. Aubertin 2000   | « PM59000008 », notice no PM59000008 + tribune |                                      |              |
| Bierne, Saint-Géry             | Charles-Louis Neuville 1861, modifié Emile & Alfred Neuville 1895, relevé Grammet 1949 |                                | « PM59000120 », notice no PM59000120 + tribune |                                      |              |
| Blaringhem, Saint-Martin       | Arnold Heidenreich 1887 dans buffet de l'o. Jacobus van der Eynde 1710-25 pour l'abbaye de Woestine, restauré Crespin 1899, réharmonisé Robert Camus 1984                                                                         | Relevé Antoine PASCAL 1997     | « PM59000122 », notice no PM59000122 + tribune |                                      |              |
| Boeschepe, Saint-Martin        | Vandoren-Loncke 1932 dans buffet 2e quart XIXe siècle de Léonard Croës | Bon état 1998                  | « PM59001866 », notice no PM59001866           |                                      |              |
| Boëseghem, Saint-Léger         | Auguste Renard 1835, réparé Charles-Louis Neuville 1850, modifié Félix van den Brand 1933, révisé Jean PASCAL 1956 puis Jules Boone 1958                                                                                          | Restauré Jean Bruggeman 2007   |                                                | « PM59000132 », notice no PM59000132 |              |
| Bouvignies, Saint-Maurice      | François-Joseph Carlier 1re moitié XIXe siècle église d'Estaires détruite en 1860, réparé Maurice Delmotte 1919 puis Albert Verin 1922                                                                                            | Restauré années 2000           | « PM59001871 », notice no PM59001871           |                                      |              |
| Brouckerque, Saint-Omer        | Provient abbaye de Watten avec buffet milieu XVIIe siècle & tribune 2e moitié XVIIIe siècle; réparé Charles Verschoore 1880, modifié François-Frédéric Loncke 1911                                                                | Abandonné depuis 1945          | « PM59000186 », notice no PM59000186 + tribune |                                      |              |
| Caëstre, Notre-Dame-de-Grâce   | Pierre-Charles van Peteghem 1851, complété Charles Verschoore dans buffet neuf Gustave Pattein 1884, restauré Joseph Loncke 1927, Positif postiche                                                                                |                                | « PM59001874 », notice no PM59001874           |                                      |              |
| Clary, Saint-Quentin           | Joseph Merklin 1880 |                                |                                                | « PM59001882 », notice no PM59001882 |              |
| Curgies, Immaculée Conception  | buffet 18e siècle, restauré Constantin, Edouard & Théophile Delmotte 1868 |                                | « PM59000360 », notice no PM59000360 + tribune |                                      |              |
| Douai, collégiale Saint-Pierre | Charles Mutin 1914 pour conservatoire impérial de Saint-Pétersbourg, installé 1922 dans buffet 1739 d'Antoine Gilis pour l'abbaye Saint-Sauveur d'Anchin                                                                          | Restauré 1957 & 86 Jean PASCAL | « PM59000417 », notice no PM59000417           | « PM59001887 », notice no PM59001887 |              |
| Fenain, Saint-André            | Bernhard Dreymann & son fils Hermann 1857, transformé Paul Krisher 1933 | Abandonné 2002                 |                                                | « PM59001575 », notice no PM59001575 |              |
| Gravelines, Saint-Willibrord   | Arnold Heidenreich 1875 dans buffet de 1610 élargi et positif rendu postiche; restauré Antoine Séquiès 1923 | Relevé Bocquelet frères 1991   | « PM59001894 », notice no PM59001894 inscrit   | « PM59001893 », notice no PM59001893 |              |
| Hardifort, Saint-Martin        | Auguste Renard (buffet Poellet) 1850, modifié Charles-Louis Neuville 1868 | Restauré 2011                  |                                                | « PM59000629 », notice no PM59000629 |              |
| Hellemmes-Lille, Saint-Denis   | Damiens frères 1877, restauré Antoine PASCAL 1989, puis Jean-Pascal Villard 2001 |                                |                                                | « PM59001576 », notice no PM59001576 |              |
| Herzeele, N.D.de l'Assomption  | Jean-François Frémat1759(buffet Jean-Baptiste Mus, sculpté Pierre van Brouchorst); remanié Charles-Louis Neuville 1853; restauré Antoine Séquiès 1933                                                                             |                                | « PM59000658 », notice no PM59000658 + tribune | « PM59001574 », notice no PM59001574 |              |
| Hondschoote, Saint-Vaast       | Charles-Louis Neuville 1860 dans buffet de Pierre Muys pour l'o. de Jean-François Frémat 1737, le Positif (Jean du Bois menuisier, Jooris Henckel & Urbain Taillebert, sculpteurs) remontant à l'orgue de Matthijs Langhedul 1613 | mauvais état 2002              | « PM59000672 », notice no PM59000672 + tribune |                                      |              |
| Houtkerque, Saint-Antoine      | Jean-Joseph van der Haeghen? 1757; très transformé Charles-Louis Neuville 1851, puis Loncke 1930 | Restauration étudiée 2012      | « PM59000696 », notice no PM59000696 + tribune | « PM59000702 », notice no PM59000702 |              |
| Killem, Saint-Michel           | Emile & Alfred Neuville 1879 dans buffet 18e s., relevé Antoine Séquiès 1933 | Restauré Mulheisen 1981        | « PM59000714 », notice no PM59000714 + tribune |                                      |              |
| Lille, Saint-Étienne           | Daublaine & Callinet 1840, modifié Aristide Cavaillé-Coll 1887 puis Charles Mutin 1903 | Restauré Ph. Emeriau 1995      |                                                | « PM59000850 », notice no PM59000850 |              |
| Lille, Saint-Sauveur           | Adrien & Salomon van Bever (buffet Gustave Pattein) 1903 | État d'origine                 |                                                | « PM59001578 », notice no PM59001578 |              |
| Looberghe, Saint-Martin        | Buffet 1713 du couvent des chanoinesses de Bourbourg acquis en 1793, modifié Fidèle Deblonde pour l'orgue de Charles Verschoore 1869 & 1883                                                                                       | Restauré 1994 Michel Garnier   | « PM59001920 », notice no PM59001920           | « PM59000989 », notice no PM59000989 |              |

### Nord- M à Z
| Localisation                                               | Construction | Reprises                                       | Buffet                         | Instrument           | Illustration |
| ---------------------------------------------------------- | --- | ---------------------------------------------- | ------------------------------ | -------------------- | ------------ |
| Marchiennes, Sainte Rictrude                               | François-Joseph Carlier (seul orgue conservé) 1837 | Relevé Daniel Decavel 2011                     |                                | Notice no PM59001022 |              |
| Maroilles, Saint-Humbert                                   | Antoine Gobert 1725 Abbaye de Maroilles, transféré 1792, restauré Joseph Kerkhoff 1867, reconstruit Bedart & Krisher 1933                                                                                                | Restauré Théo Haerpfer 1980                    | Notice no PM59001037           | Notice no PM59001031 |              |
| Millam, Saint-Omer                                         | Pierre-Charles & Maximilien (fils) van Peteghem 1847, relevé Jean-Marie Tricoteaux 1977 | Entretien Michel Garnier 1992-98               | Notice no PM59001924 + tribune | Notice no PM59001089 |              |
| Ochtezeele, St Omer                                        | Auguste Renard 1re moitié XIXe siècle ? réparé Emile & Alfred Neuville 1889, GERMAIN 1899 |                                                |                                | Notice no PM59001123 |              |
| Pitgam, Saint-Folquin                                      | Anonyme couvent des Récollets de Dunkerque 1re moitié XVIIIe siècle; transféré 1794 puis agrandi 1813 Jean-Baptiste Guilmant; restauré & modifié Charles Verschoore 1879, modifié & ton moderne Antoine Séquiès 1934     | Révisé Michel Garnier 1980                     | Notice no PM59001150 + tribune | Notice no PM59001152 |              |
| Quarouble, Saint-Antoine                                   | Henri De Volder 1840, Positif 1867, agrandi Charles & Léon De Volder 1874 | Restauré Bernard Cogez 2007                    | Notice no PM59001936           | Notice no PM59001935 |              |
| Quaëdypre, Saint-Omer                                      | Jan van Belle 1684, abbatiale dominicaine de St Winoc à Bergues; Positif 18e s.; transféré Jean-Baptiste Guilmant 1792; reconstruit Charles-Louis Neuville 1868; révisé, tempérament Bach-Kellner Philippe Hartmann 1990 | Relevé Bernard Cogez 1996                      | Notice no PM59001172 + tribune |                      |              |
| Rexpoëde, Saint-Omer                                       | Emile & Alfred Neuville 1878 dans buffet milieu 18e s.;réparé Maurice Delmotte 1928, modifié Grammet 1946; restauré Jean PASCAL 1950                                                                                     | Révisé Pierre Decourcelle 1994                 | Notice no PM59001215 + tribune |                      |              |
| Roubaix, Notre-Dame                                        | Pierre-Alexandre Ducroquet 1855 pour Exposition Universelle de Paris 1855, d'origine sauf Montre remplacée Coupleux après 1re guerre                                                                                     |                                                |                                | Notice no PM59001943 |              |
| Roubaix, Saint-François d'Assise                           | Aristide Cavaillé-Coll 1868, d'origine sauf Montre & Bourdon 8' G.O.; restauré François Joris 1920 puis Annesseens-Tanghe 1935                                                                                           |                                                | Notice no PM59001946           | Notice no PM59001945 |              |
| Roubaix, Saint-Jean-Baptiste                               | Aristide Cavaillé-Coll 1892 | Relevé Laurent Plet 2001                       |                                | Notice no PM59001577 |              |
| Rubrouck, Saint-Sylvestre                                  | Anonyme 1807 dans buffet 1750 environ, agrandi Emile & Alfred Neuville 1828 |                                                | Notice no PM59001250 + tribune | Notice no PM59001253 |              |
| Sebourg, Saint-Martin (ou Saint-Druon)                     | Restauration Constantin, Edouard & Théophile Delmotte 1865 dans buffet 1780 aux façades refaites à cette occasion |                                                | Notice no PM59001313           |                      |              |
| Solre-le-Château, Saint-Pierre                             | Constantin, Edouard & Théophile Delmotte 1865, Montre réquisitionnée 1914 |                                                | Notice no PM59001355           |                      |              |
| Staple, Saint-Omer                                         | Reconstruction Emile & Alfred Neuville 1873, réemploi buffet&matériel 1re moitié XIXe siècle |                                                | Notice no PM59001376           |                      |              |
| Steenbecque, Saint-Pierre                                  | Joseph-Napoléon & François-Louis Michiels1858(buffet Fidèle-Paul-Louis Durie);modifié Edouard & Théophile Delmotte 1884; révisé Vandoren & Loncke 1933 (+ Euphone 8')                                                    | Réparé Loridan 1970                            | Notice no PM59001386 + tribune |                      |              |
| Valenciennes, Basilique Notre-Dame-du-Saint-Cordon tribune | Joseph Merklin (sa première traction électrique) 1891, modifié Joseph Gutschenritter 1902, relevé Pleyel 1944, en partie restauré Müller 1970                                                                            | révisé Bruno Strangis & Delmotte 1995          |                                | Notice no PM59001967 |              |
| Valenciennes, Basilique Notre-Dame-du-Saint-Cordon, chœur  | Joseph Gutschenritter 1902 |                                                | Notice no PM59001965           |                      |              |
| Warhem, N.D.de l'Assomption                                | Anonyme XVIIIe siècle couvent dominicain de Bergues, transféré 1792 & réparé 1805 Jean-Baptiste Guilmant, reconstruit Charles-Louis Neuville 1866, réparé Joseph & Pierre Loncke 1925                                    | Restauration partielle Vansteene & Loncke 1963 | Notice no PM59001499 + tribune |                      |              |
| Wemaers-Cappel, Saint-Martin                               | Auguste Renard 1837 (buffet Léonard Croes) 1837entretenu famille Neuville 1868-1905, réparé Joseph Loncke 1927 | Abandonné 2002                                 |                                | Notice no PM59001516 |              |
| West-Cappel, Saint-Sylvestre                               | Jan van Belle 1683 (buffet 16e s.), à Wormhout 1825, transféré 1855, modifié Neuville avec Positif 1864 | Restauré B.Aubertin & J.M.Tricoteaux 1985      | Notice no PM59001525 + tribune | Notice no PM59001535 |              |
| Zegerscappel, Saint-Omer                                   | Jean-Godefroy Gobert & Pierre-Joseph Bosquet 1734, agrandi (Pos + 6 jeux) Auguste Renard 1854, restauration inachevée François-Frédéric Loncke 1912 (Pos & R. muets), révisé Boone 1954 puis M.Parent 1969               | Abandonné 2002                                 | Notice no PM59001556 + tribune |                      |              |
| Zermezeele, Saint-Omer                                     | Auguste Renard (buffet Léonard Croes)1856, réparé Loncke 1927, relevé Jules Boone 1950 | Abandonné 2002                                 | Notice no PM59001571 + tribune |                      |              |

### Pas-de-Calais
| Localisation                               | Construction | Reprises                                 | Buffet                                   | Instrument           | Illustration |
| ------------------------------------------ | --- | ---------------------------------------- | ---------------------------------------- | -------------------- | ------------ |
| Aire-sur-la-Lys, collégiale Saint Pierre   | Jean-Baptiste Frémat 1793 buffet abbaye de Clairmarais 1633 (Crépin & Gérard Sibriecque), restauré Danjou1840, réparé Michel, Merklin&Kuhn1965 | Restauré Michel Garnier 1996             | Notice no PM62000014                     |                      |              |
| Auchy-lès-Hesdin, abbatiale saint Georges  | Reconstruit Coupleux 1933 dans buffet fin XVIIe siècle |                                          | Notice no PM62000206 I.D.                |                      |              |
| Audruicq, Saint Martin                     | Arnold Heidenreich 1861 (buffet 1780 des dominicaines de Sainte-Marguerite à St-Omer transféré Jean-François II Guilmant 1793), modifié Wetzel 1913                                                                                                   | Restauré Millot-Jaccard 1992             | Notice no PM62001914                     | Notice no PM62000218 |              |
| Auxi-le-Château, Saint Martin              | Adrien Carpentier 1745, modifié Charles Gadault 1862, augmenté Aristide Cavaillé-Coll 1888 | Restauré 1993 Boisseau-Cattiaux          | Notice no PM62000221 Jean-François Penin | Notice no PM62000222 |              |
| Boulogne-sur-Mer, Saint Nicolas            | Jean-François II Guilmant 1810 (parties buffet 1720), reconstruit Joseph Merklin 1860, réparé Joseph Gutschenritter 1933 | Reconstruit 1962 Beuchet-Debierre        | Notice no PM62000383                     | Notice no PM62001917 |              |
| Calais, Notre-Dame                         | Jean-Jacques & Robert Alavoine, achevé Cornil Cacheux 1735, ruiné 1944 | Reconstruction prévue                    | Notice no PM62000452                     |                      |              |
| Guînes, St Pierre-aux-Liens                | Charles-Louis Neuville 1873 |                                          | Notice no PM62001924                     | Notice no PM62001923 |              |
| Licques, abbatiale Notre-Dame              | Arnold Heidenreich dans buffet Positif 18e s., le grand-corps ayant été vendu | Restauré Bernard Cogez 2001              | Notice no PM62000969                     |                      |              |
| Marconnelle, Sainte Croix                  | XVIIIe siècle pour chapelle des Sœurs Noires de Vieil-Hesdin, démonté |                                          |                                          | Notice no PM62001712 |              |
| Nielles-lès-Ardres, Saint Pierre           | Guillaume van Belle 1686 Ste Aldegonde à St Omer, ajout Positif Jacques van Eynde 1696 (buffet Jean Piette), transfert Jean-François II Guilmant 1795 sans tuyauterie Positif, augmenté Salomon van Bever 1887, G.O. restauré Pierre Decourcelle 2005 | Positif restitué B. Cattiaux 2012        | Notice no PM62001155                     | Notice no PM62001930 |              |
| Oye-Plage, Saint Médard                    | Anonyme pour Vitry-en-Artois, transféré & très modifié par A.Lequien 1887, modifié Antoine Séquiès 1930 | Relevé Bernard Bocquelet 1993            |                                          | Notice no PM62001711 |              |
| Saint-Omer, cathédrale Notre-Dame          | Thomas & Jean-Jacques Des Fontaines 1721(buffet Jean Piette, ses 2 fils Jean-Henri & Antoine-Joseph, son gendre Jacques-Joseph Baligand1717), reconstruit Aristide Cavaillé-Coll 1855                                                                 | Restauré Théo Haerpfer 1988              | Notice no PM62001406 + tribune           | Notice no PM62001416 |              |
| Saint-Omer, Saint Denis                    | Arnold Heidenreich 1860, complété 1882 (buffet Antoine-Joseph Piette 1752), reconstruit Victor Gonzalez 1954 |                                          | Notice no PM62001457 + tribune           |                      |              |
| Saint-Pol-sur-Ternoise, Saint Paul         | XVIIIe siècle ancien prieuré St Georges à Hesdin, transféré aux Carmes de St Pol Jean-François II Guilmant 1803, ajout Positif 1804, reconstruit frères basiliens de l'abbaye de Valloires 1845, remonté sans son buffet à St Paul 1962               | Restauré (buffet neuf) Laurent Plet 2012 |                                          | Notice no PM62001935 |              |
| Tournehem-sur-la-Hem, St Médard            | Anonyme 1755 prieuré St-André-lès-Aire de Witternesse; transféré Jean-François II Guilmant 1792; ajout Positif 1793; réparé van Peteghem-Sannier 1850                                                                                                 | Restauré Ernest Muhleisen 1977           | Notice no PM62001576                     | Notice no PM62001580 |              |
| Wimereux, église de l'Immaculée-Conception | Anonyme londonien 1850 chapelle anglicane Sainte-Trinité à Boulogne-sur-Mer; restauré SPEEHALD & INGRAM Londres 1880; transféré Charles Frédérick Crutchley 1925; réparé Jean Decroix 1937.                                                           | Grand relevage Nicolas Toussaint 1989    |                                          | Notice no PM62001686 |              |

## Source
- Base Palissy des Monuments historiques de France